# Joe Miñoso
Joe Miñoso (The Bronx, Nueva York; 25 de septiembre de 1978) es un actor de teatro y televisión estadounidense. Actualmente protagoniza la serie de televisión, Chicago Fire de la NBC.

## Primeros años
Cuando su primera novia actuaba en una obra de teatro escolar, lo llevó detrás del escenario y fue ahí cuando él decidió involucrarse en la actuación, se unió al equipo de escena y finalmente audicionó para un papel en la producción de Drácula al año siguiente. Se graduó de la Universidad de Adelphi con la licenciatura en Bellas Artes y de la Universidad del Norte de Illinois con una maestría en bellas artes.

## Carrera
Joe Miñoso trabajó extensamente en el teatro antes de sus apariciones en televisión y cine. Trabajó en el Teatro Vista de Chicago, la compañía de teatro latino más grande del Medio Oeste.

## Filmografía

### Televisión
| Año           | Título           | Papel                                        |
| ------------- | ---------------- | -------------------------------------------- |
| 2005          | Prison Break     | Chaz Fink                                    |
| 2009          | The Beast        | Dennis                                       |
| 2011          | Shameless        | Héctor Aguilar                               |
| 2011          | The Chicago Code | Oficial de Fuerza de Tarea / Oficial Sánchez |
| 2011          | Boss             | Moco Ruiz                                    |
| 2012–presente | Chicago Fire     | Joe Cruz                                     |
| 2014–presente | Chicago P.D.     | Joe Cruz                                     |
| 2016–presente | Chicago Med      | Joe Cruz                                     |
| 2017–2019     | Get Shorty       | Héctor                                       |